# العلاقات الباكستانية المصرية
العلاقات الباكستانية المصرية هي العلاقات الثنائية التي تجمع بين باكستان ومصر.

## مقارنة بين البلدين
هذه مقارنة عامة ومرجعية للدولتين:
| وجه المقارنة                                              | باكستان                     | مصر           |
| --------------------------------------------------------- | --------------------------- | ------------- |
| المساحة (كم2)                                             | 881.91 ألف                  | 1.01 مليون    |
| عدد السكان (نسمة)                                         | 197.02 مليون                | 94.80 مليون   |
| الكثافة السكانية (ن./كم²)                                 | 223.4                       | 93.86         |
| العاصمة                                                   | إسلام آباد                  | القاهرة       |
| اللغة الرسمية                                             | لغة إنجليزية، اللغة الأردية | اللغة العربية |
| العملة                                                    | روبية باكستانية             | جنيه مصري     |
| الناتج المحلي الإجمالي (بليون دولار)                      | 304.95 مليار                | 235.37 مليار  |
| الناتج المحلي الإجمالي (تعادل القوة الشرائية) بليون دولار | 946.67 مليار                | 998.67 مليار  |
| الناتج المحلي الإجمالي الاسمي للفرد دولار أمريكي          | 1.43 ألف                    | 3.61 ألف      |
| الناتج المحلي الإجمالي للفرد دولار أمريكي                 | 4.81 ألف                    |               |
| مؤشر التنمية البشرية                                      | 0.538                       | 0.690         |
| رمز المكالمات الدولي                                      | +92                         | +20           |
| رمز الإنترنت                                              | .pk                         | .eg، .مصر     |
| المنطقة الزمنية                                           | ت ع م+05:00                 | ت ع م+02:00   |

## منظمات دولية مشتركة
يشترك البلدان في عضوية مجموعة من المنظمات الدولية، منها:
| علم المنظمة | اسم المنظمة                                                | تاريخ انضمام باكستان | تاريخ انضمام مصر |
| ----------- | ---------------------------------------------------------- | -------------------- | ---------------- |
|             | يونسكو                                                     | 14 سبتمبر 1949       | 22 يناير 1947    |
|             | وكالة ضمان الاستثمار متعدد الأطراف                         | 12 أبريل 1988        | 12 أبريل 1988    |
|             | الأمم المتحدة                                              | 30 سبتمبر 1947       | 24 أكتوبر 1945   |
|             | العملية المشتركة للاتحاد الأفريقي والأمم المتحدة في دارفور | ?                    | 31 يوليو 2007    |
|             | الفريق المعني برصد الأرض                                   | ?                    | فبراير 2005      |
|             | الاتحاد البريدي العالمي                                    | ?                    | ?                |
|             | البنك الدولي للإنشاء والتعمير                              | 11 يوليو 1950        | 27 ديسمبر 1945   |
|             | المنظمة الهيدروغرافية الدولية                              | ?                    | 21 يونيو 1921    |
|             | منظمة التعاون الإسلامي                                     | ?                    | 25 سبتمبر 1969   |
|             | الاتحاد الدولي للاتصالات                                   | 26 أغسطس 1947        | 9 ديسمبر 1876    |
|             | مؤسسة التمويل الدولية                                      | 20 يوليو 1956        | 20 يوليو 1956    |
|             | المركز الدولي لتسوية المنازعات الاستشارية                  | 15 أكتوبر 1966       | 2 يونيو 1972     |
|             | منظمة التجارة العالمية                                     | ?                    | 30 يونيو 1995    |
|             | منظمة الشرطة الجنائية الدولية                              | ?                    | 7 سبتمبر 1923    |

## أعلام
هذه قائمة لبعض الشخصيات التي تربطها علاقات بالبلدين:
- الباكستانيون في مصر
- محمد خان (مخرج أفلام مصري، 26 أكتوبر 1942 – 26 يوليو 2016)

## وصلات خارجية
- موقع وزارة الخارجية الباكستانية
- موقع وزارة الخارجية المصرية